# Arthur Abele

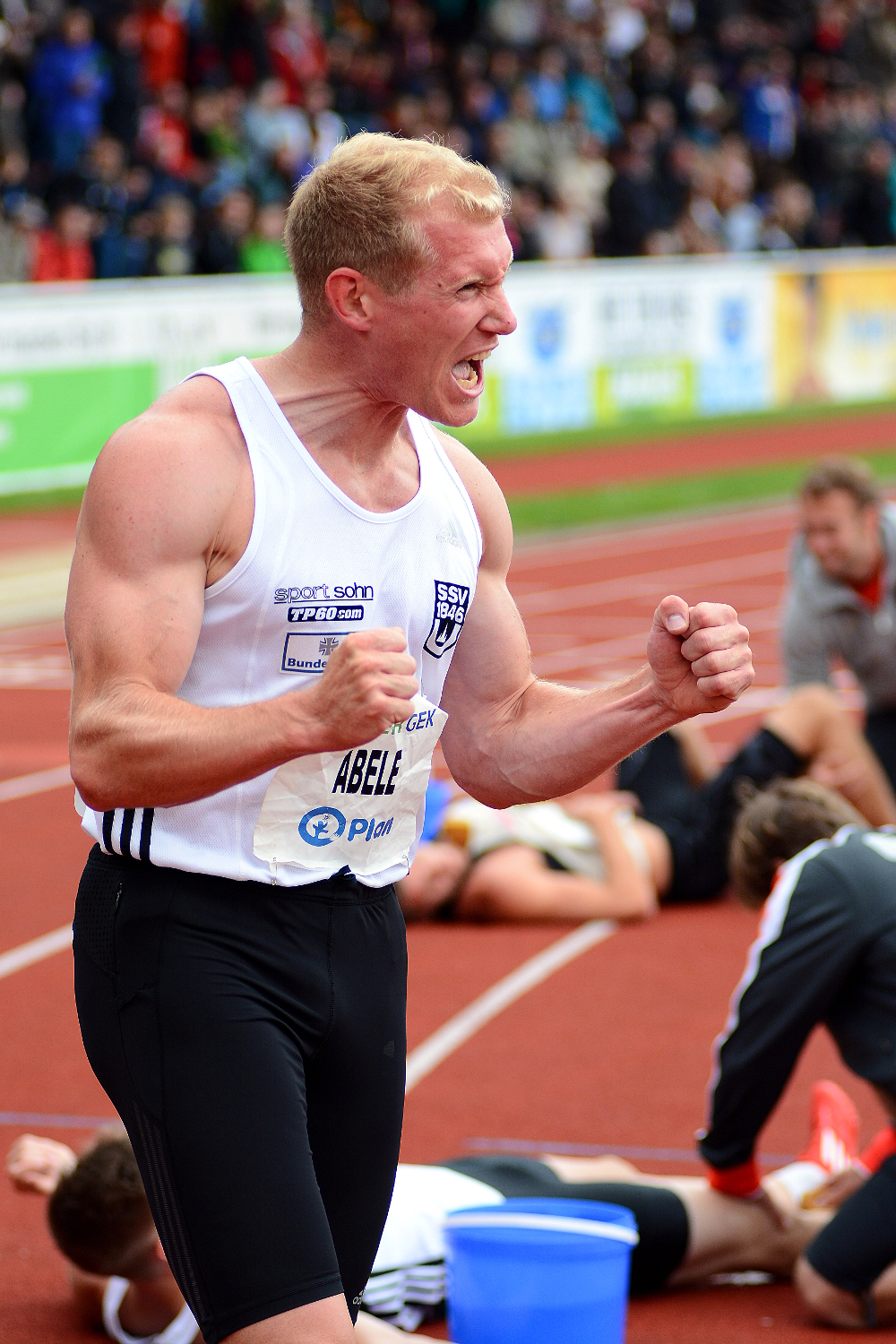
Arthur Abele (2014)

Arthur Abele (* 30. Juli 1986 in Mutlangen) ist ein ehemaliger deutscher Zehnkämpfer. Sein größter Erfolg war der Gewinn des Europameistertitels 2018 in Berlin.

## Leben
2005 wurde der damals für den TSV Hüttlingen startende Athlet in Kaunas mit 7634 Punkten Vizejunioreneuropameister. 2007 gewann er beim Mehrkampf-Meeting Ratingen mit einer persönlichen Bestleistung von 8269 Punkten und qualifizierte sich damit für die Weltmeisterschaften in Osaka. Dort belegte er mit 8243 Punkten den neunten Platz.
2008 wurde er in Ratingen Zweiter und qualifizierte sich mit 8372 Punkten für die Olympischen Spiele in Peking. Dort musste er aufgrund einer Verletzung aufgeben.
Ende 2008 wechselte Arthur Abele vom SSV Ulm 1846 innerhalb des Württembergischen Leichtathletik-Verbandes zum VfL Sindelfingen. Bei einer Körpergröße von 1,84 m beträgt sein Wettkampfgewicht 80 kg. Seine stärksten Disziplinen sind der Hürdensprint und der 1500-Meter-Lauf.
2009 kam er wegen einer Verletzung nicht in Form, deshalb schaffte er es nicht, sich für die Weltmeisterschaften in Berlin zu qualifizieren.
Am Jahresende 2012 wechselte Abele wieder zurück zum SSV Ulm 1846. Nach Jahren des Verletzungspechs und unvollendeter Mehrkämpfe stellten sich im Sommer 2013 wieder Erfolge ein. Im Juni erzielte der Zehnkämpfer 8151 Punkte, und bei den Deutschen Mehrkampf-Meisterschaften in Lage siegte er mit 8251 Punkten. 2014 wurde er bei den Europameisterschaften in Zürich Fünfter.
2016 siegte Abele in Ratingen mit 8605 Punkten, die eine neue persönliche und Weltjahresbestleistung darstellten. Bei den Olympischen Spielen in Rio belegte er mit 8013 Punkten den 15. Platz.
Am 16./17. Juni 2018 gewann Abele in Ratingen seinen ersten Zehnkampf nach den Olympischen Spielen mit 8481 Punkten. Bis dahin hatte er seit seinem ersten Sieg in Ratingen 2007 wegen Verletzungen nur acht Wettkämpfe bestreiten können. Am 8. August 2018 wurde er bei den Europameisterschaften in Berlin Europameister im Zehnkampf mit 8431 Punkten.
Wegen anhaltender Probleme im Fußgelenk musste Abele 2019 die komplette Saison pausieren. Auch die Olympischen Spiele im Jahr 2021 musste er verletzungsbedingt absagen. Seinen letzten Zehnkampf bestritt er bei den Europameisterschaften 2022 in München.

## Persönliche Bestleistungen
| 100 m          | 10,67 s     | 28. Juni 2014, Zürich   |
| Weitsprung     | 7,57 m      | 28. Mai 2016, Götzis    |
| Kugelstoßen    | 15,93 m     | 16. Juni 2018, Ratingen |
| Hochsprung     | 2,04 m      | 16. Juni 2007, Ratingen |
| 400 m          | 47,98 s     | 21. Juni 2008, Ratingen |
| 110 m Hürden   | 13,55 s     | 13. August 2014, Zürich |
| Diskuswurf     | 46,20 m     | 26. Juni 2016, Ratingen |
| Stabhochsprung | 5,01 m      | 27. Juli 2014, Marburg  |
| Speerwurf      | 71,89 m     | 26. Juni 2016, Ratingen |
| 1500 m         | 4:15,35 min | 22. Juni 2008, Ratingen |
| Zehnkampf      | 8605 Punkte | 26. Juni 2016, Ratingen |

## Auszeichnungen
- 2018: „Sportsoldat des Jahres“ der Bundeswehr[7]
- 2018: Dritter bei der Wahl zum Sportler des Jahres
- 2018: Sportler des Monats August